# Theo Colborn
Theo Colborn est une zoologiste et épidémiologiste américaine, théoricienne des perturbateurs endocriniens, née le 28 mars 1927 à Plainfield et morte le 14 décembre 2014 à Paonia (Colorado).

## Biographie
Theo Colborn étudie à l'université Rutgers et en sort diplômée en 1947. Elle exerce le métier de pharmacienne, puis part élever des moutons dans le Colorado au cours des années 1960. Elle se rapproche du mouvement écologiste. Colborn reprend ses études à l'université du Wisconsin à Madison à l'âge de 58 ans et obtient un doctorat (PhD) en zoologie ayant pour thème la toxicologie et l'épidémiologie des systèmes aquatiques,,.
En 1991, Theo Colborn rassemble des scientifiques afin d'étudier l'effet des produits chimiques sur les hormones. L'expression perturbateur endocrinien est issue de leurs travaux,. À l'issue de la conférence, ils publient l'appel de Wingspread. Colborn est nommée scientifique principale (senior scientist) du fonds mondial pour la nature (World Wildlife Fund). En 1996, elle publie Our Stolen Future (en) avec la journaliste Dianne Dumanoski et le biologiste John Peterson Myers,. L'ouvrage est préfacé par Al Gore. Il est traduit en 18 langues. En français, il est publié sous le titre L'Homme en voie de disparition ?.
En 2003, Theo Colborn fonde une organisation non gouvernementale, l'Endocrine Disruption Exchange (TEDX), dont elle devient présidente. L'ONG recense les études scientifiques traitant des perturbateurs endocriniens,. Elle est professeur émérite de zoologie à l'université de Floride (Gainesville),.

## Récompenses
- Chatham College Rachel Carson Award,
- Norwegian International Rachel Carson Prize,
- United Nations Environment Program Women Leadership for the Environment Award,
- International Blue Planet Prize,
- Society of Toxicology and Environmental Chemistry Rachel Carson Award,
- Center for Science in the Public Interest Rachel Carson Award,
- Beyond Pesticides Dragonfly Award,
- Lifetime Achievement Award from the National Council for Science and the Environment.

## Publications
- L’homme en voie de disparition ? avec Dianne Dumanoski et John Petersonn Myers, Terre Vivante Éditions, 1998.  (ISBN 978-2904082627)
- Our Stolen Future: Are We Threatening Our Fertility, Intelligence, and Survival? avec Dianne Dumanoski et John Petersonn Myers. Plume, 1997.  (ISBN 978-0452274143)